# Сергеев, Михаил Юрьевич
Михаи́л Ю́рьевич Серге́ев (род. 29 апреля 1960, Москва, СССР) — американский религиовед, философ

 и публицист русского происхождения.

## Биография
Михаил Юрьевич Сергеев родился в 1960 году в Москве в семье советских интеллигентов, принадлежащих к среднему классу. Его отец, Юрий Евгеньевич Сергеев, проработал всю жизнь в Агентстве печати «Новости» журналистом-международником и провёл много лет в Африке в качестве завбюро АПН. Его мать, Нелли Александровна Сергеева, урожденная Рихтман, по профессии дирижёр-хоровик, преподавала пение в школе. В 1982 году Михаил окончил факультет международной журналистики МГИМО и впоследствии работал корреспондентом еженедельника «Собеседник», редактором в Гостелерадиофонде и завлитом в московском театре-студии «Арлекин». 
В 1990 году он вместе с семьёй уехал в Соединенные Штаты на учёбу. В 1993 году получил степень магистра, а в 1997 — доктора философии по специальности «философия религии», в Темпльском университете в Филадельфии. Среди его учителей такие крупные философы и религиоведы как Джозеф Марголис, Джитендра Моханти, Джон Рэйнс и Леонард Свидлер. Его научным руководителем был видный американский специалист по русской и советской философии Джордж Клайн.  
Докторская (Ph.D.) диссертация Сергеева была посвящена генеалогии и эволюции концепции Софии в русской мысли Нового времени. Опубликованная впоследствии в виде монографии, она получила положительную оценку у коллег-ученых Америки, Европы и России. Профессор Пол Вальер, один из крупнейших экспертов по православному богословию в современной Америке, назвал её «лучшим введением в русскую софиологию на английском языке». 
Начиная с начала 1990-х годов, Михаил Сергеев работал в различных колледжах и университетах штатов Пенсильвания и Нью Джерси, включая Пенсильванский университет. С 1997 по 2024 читал курсы по истории религии, философии и модернистского искусства в филадельфийском Университете искусств, за что был награжден Премией президента за выдающиеся заслуги в преподавании (2010).  С 2016 по 2019 гг. был научным редактором книжной серии «Современная русская философия» в голландским издательством Брилл.   
С 2016 по 2023 год преподавал философию и теологию веры бахаи в Уилмет институте, штат Иллинойс, где также работал зав. кафедрой религии, философии и теологии (2017-2021). Аффилированный профессор Объединенной теологической семинарии городов-близнецов в Нью-Брайтоне, штат Миннесота (с 2017 г.) и преподаватель консорциума в Аспирантском теологическом союзе в Беркли, Калифорния (с 2022 г.).
Михаил Сергеев является научным сотрудником (research scholar) Исследовательской инициативы Северо-западного университета в области русской философии, литературы и религиозной мысли, а также членом ассоциации «Независимый институт философии» в Париже, Франция.
Ведёт общеобразовательный русско-английский YouTube канал Misha Impossible (49+ тысяч подписчиков).

## Эмиграция
Михаил Сергеев — представитель четвёртой волны русской эмиграции, хронологически связанной с распадом СССР в девяностые годы двадцатого столетия. В отличие от первых трёх волн, пришедшихся на периоды после революции и гражданской войны, после Второй мировой войны, и на семидесятые годы двадцатого столетия, русские «невозвращенцы» девяностых «не рвут связей с родиной, и их отъезд не является фатальным». В результате они продолжают развиваться одновременно в нескольких культурах. Эта многокультурность и многоязычие в полной мере сказалась на мировоззрении и творчестве М. Сергеева.
«Став американцем, Михаил Сергеев не перестал быть русским человеком», пишет заслуженный профессор Тартуского университета Леонид Столович, «В этом плане [он] принадлежит к особому феномену русского человека вне России, имеющего „постоянный вид на жительство“ в иноземной культуре, стремящегося вникнуть в русские вопросы из нерусского зарубежья, как Борис Парамонов, Михаил Эпштейн, Александр Генис в США, Пётр Вайль и Лев Ройтман в Чехии…Борис Гройс и Игорь Смирнов в Германии, Александр Пятигорский и Жорес Медведев в Англии».
Эту же особенность творчества Сергеева отмечают и американские исследователи. Профессор Розмонт Колледжа, Пол Мойзес пишет, что Сергеев мыслит «как эмигрант/иммигрант, иными словами, одним глазом истолковывая русскую мысль для Америки и Запада, а другим объясняя Запад для России». Неудивительно, что он — двуязычный автор, публикующийся на русском и английском языках как в России, так и на Западе. Некоторые из его статей были переведены на польский язык и напечатаны в Польше.

## Религия
Михаил Сергеев принадлежит к третьему поколению советских граждан, воспитанных в духе коммунистической идеологии, — по его собственному признанию, «людей…уникальных, [выросших] в религиозном вакууме, без каких-либо следов духовной традиции… В отличие от [своих] дедов и отцов [они] не могли припасть к духовным корням или вернуться к вере [своего] детства по той простой причине, что были лишены и того и другого». Эта необычная духовная ситуация повлияла на решение М. Сергеева заняться профессиональным изучением религий, а также на формирование его взглядов в отношении религиозных верований и обрядов.
Как замечает в этой связи Леонид Столович, «приверженность автора к религии сочетается с толерантностью, и отвержением фанатизма, который, по его словам, „в своем религиозном обличье значительно более опасен, нежели в атеистическом“. Будучи убежден в социальной и индивидуальной полезности религии, М. Сергеев справедливо…утверждает [что] „по существу люди различны не в том, какую религию исповедают, а в том, какой придерживаются морали. И если вера приводит своего приверженца к имморализму и фанатизму, то ему лучше вообще от таковой отказаться“».
Нетрадиционный подход М. Сергеева к религии сказался и в разработке им такой спорной, даже провокационной темы, как религиозный юмор. Он опубликовал два сборника религиозных шуток и анекдотов на русском и английском языках. Эти книги, как и сама тема религиозного, и, в особенности, русского религиозного юмора, вызвала значительный интерес со стороны американских СМИ. Как замечает американский журналист Питер Кримминс, «Во времена, когда карикатура вызывает радикальный мусульманский джихад, когда христианский фундаменталист из Норвегии убивает 77 человек во имя чистоты веры, подшучивать над религией может показаться самоубийственным». Тем не менее, Сергеев уверен в духовно-целительных качествах религиозного юмора. По его словам, «смысл религиозных шуток в том, чтобы свести к минимуму человеческий эгоизм…Мой идеал — это святой, который всегда готов посмеяться».

## Философия
В центре философских исканий Михаила Сергеева находится «религиозное сознание человека в его соотношении с просветительским движением, начатом в XVIII столетии, [причем] религия трактуется [им] не статично, а как цикл, состоящий из первоначальной, ортодоксальной, классической, реформистской и критической стадий». Согласно теории Сергеева, «эволюция религиозной системы зависит от соотношения двух её важнейших компонентов — священного писания и священного предания. [В ходе этой эволюции] религиозная система проходит через два вида кризисов» — структурный и системный. Структурный кризис, подвергающий критике священное предание, приводит к формированию новых ответвлений внутри существующих религий. Системный кризис, подвергающий сомнению священное писание, приводит к возникновению новых религиозных движений.
С точки зрения теории религиозных циклов, проект европейского Просвещения является, по определению Сергеева, «„системным кризисом для христианской религии“ и даже „религиозного сознания как такового“, преодоление [которого] осуществимо только с появлением новой религиозной системы»". Между тем, традиционная вера, включая православное христианство, может реагировать на идеологию Просвещения двояко — в формах того, что М. Сергеев называет «обновлением» и «возрождением». «Обновление» православия Сергеев связывает с отделением церкви от государства и развитием экуменического и межрелигиозного диалога. Напротив, «возрождение» православной веры в России будет вести к её сращению с государством и усилению фундаменталистских и религиозно-националистических тенденций.

## Поэзия
Поэтические произведения Михаила Сергеева опубликованы как в русскоязычных американских, так и в российских изданиях. В 2011 году, в соавторстве с Леонидом Столовичем, он выпустил антологию поэзии русских философов двадцатого века, в которую вошла большая подборка его стихотворений. Антология была благожелательно встречена критиками, чьи положительные отзывы вышли по обе стороны Атлантики. Как заметила Ирина Сиземская в своей рецензии, в антологии нашла выражение особая природа российской интеллигенции, для которой характерна «рефлексия по поводу существующей власти [и] жесткий социальный подтекст. В Антологии это обнаруживают очевидно или скрыто стихи [многих философов-поэтов, включая и] М. Сергеева („Моё поколение“, „Кредо“, „Молитва св. Патрика“)».

## Книги
Книги на английском
- The Crucifixion in Painting: From the Middle Ages to Post-Modernism [Распятие в живописи: от средневековья до постмодернизм], предисловие о. Михаила Меерсона, (Бостон: М-Графикс, 2023).
- Religion and Science in the Globalized World. A Collective Monograph [Религия и наука в глобальном мире], (GFBS Vol. 4), редактор-составитель и автор предисловия Михаила Сергеева, (Бостон: М-Графикс, 2022).
- Studies in Bahá’í Epistemology: Essays and Commentaries [Исследования эпистемологии бахаи: Эссе и комментарии], (GFBS, Vol. 3), редактор-составитель и автор предисловия Михаила Сергеева, (Бостон: М-Графикс, 2021).
- Russian Philosophy in the Twentieth-First Century: An Anthology [Русская философия в XXI веке: Антология], редакторы-составители Михаил Сергеев, Александр Чумаков и Мэри Тайс, предисловие Алиссы Деблазио, (Лейден: Брилл, 2020).
- Studies in Bahá’í Philosophy: Selected Articles [Исследования философии бахаи], редактор-составитель и автор вступительной статьи Михаил Сергеев, (Бостон: М-Графикс,2018).
- Theory of Religious Cycles: Tradition, Modernity, and the Bahá’í Faith [Теория религиозных циклов], (Лейден: Брилл, 2015).
- Smile From Heaven: An Anthology of Religious Humor [Улыбка с небес: Антология религиозного юмора], составитель и автор вступительной статьи Михаил Сергеев, (Бостон: М-Графикс, 2012).
- Sophiology in Russian Orthodoxy: Solov’ev, Bulgakov, Losskii, Berdiaev [Софиология в русском Православии: Соловьев, Булгаков, Лосский, Бердяев], (Lewiston, NY: The Edwin Mellen Press, 2006).

Книги на русском
- Распятие в западно-европейской живописи от средних верков до постмодернизма, перевод с английского Николая Докукина, Москва: изд. группа "Азбука-Аттикус" (КоЛибри), 2024, с. 208.
- Московский театр Арлекин: Создание, история,     спектакли, автор-составитель Михаил Сергеев при участии Олега Черкаса,     (Бостон: М-Графикс, 2020).
- Русское зарубежье: Антология современной     философской мысли, редактор-составитель и автор вступительной статьи     Михаил Сергеев (Бостон: М-Графикс, 2018).
- Поэзия русских философов двадцатого века:     Антология, авторы-составители М. Ю. Сергеев и Л. Н. Столович, (Бостон: М-Графикс, 2011).
- Апокапиталипсис: Заметки философа, электронная     книга, (Прага: «Права человека», 2009), http://www.hrpublishers.org/ru/biblioteka/635.html.
- И сотворил Бог смех: Религиозные шутки и     анекдоты, собранные Михаилом Сергеевым, (Прага: «Права человека», 2005)
- Проект Просвещения: Религия, философия,     искусство, (Москва: Российское философское общество, 2004).

Главы в книгах
- “The “End of History” or the End of the Human Race? Rereading Fukuyama and Huntington During Russia’s War Against Ukraine,” in At the Vanishing Point in History: Critical Perspectives on the Russia‒Ukraine War, ed. Marina F. Bykova, London – New York: Bloomsbury Academic, 2025, pp. 169–190.

- “Religion in the Globalized World. Philosophical Reflections,” by M. Sergeev, Philosophical Aspects of Globalization: A Multidisciplinary Inquiry, ed. Alexande N. Chumakov, Alyssa DeBlasio, Ilya V. Ilyin in collaboration with Ivan A. Aleshkovski and Mikhail Y. Sergeev, Leiden – Boston: Brill, 2022, pp. 402–17.

- “Overview: [Baha’i] Theology and Philosophy” by M. Sergeev, in The World of the Bahá’í Faith, ed. Robert Stockman, London - New York: Routledge 2022, pp. 159–74.

- “Progress of the Soul: Life After Death” by M Sergeev, in The World of the Bahá’í Faith, ed. Robert Stockman, London - New York: Routledge 2022, pp. 269 – 81.

- “Teaching Comparative Philosophy: The Issue of Self-Identity in Transhumanism and the Bahá’í Writings” by M. Sergeev, in a collective monograph Teaching Modern Philosophy: Methodology, Theory, and Practice, Baku: National Academy of Sciences of Azerbaijan, 2021, pp. 631–47.

- “Духовность в эпоху глобализации: теория религиозных циклов и ее следствия", in Роль греческой цивилизации в мировой культуре" Бишкек–Афины: Центр "Эллас", 2020, Кыргызстан, с. 144–148.

- “Postmodern Themes in the Philosophy of Nicholas Berdyaev” by M. Sergeev, in Social Theory, Religion and Critical Discourses, Koln, Germany: Lambert Academic Publishing House, 2011, Chapter 19, pp. 597–607.

## Статьи
- "Религия в глобальном мире. Философские размышления," The New Review - Новый Журнал, Book 311, New York, 2023, с. 348-65.
- "Свобода и религиозное мировоззрение," диалог с Александром Рыбасом," Философские науки, №64(3), 2021, с. 137-59.
- "Theory of religious cycles and its application to interreligious dialogue and trans-religious theology," Annales Scientia Politica, Vol. 9, No. 1 (2020), pp. 7–17.
- "Дионисийские мотивы в современном театре: пьесы С. Беккета на советской театральной сцене," литературно-философский журнал ТОПОС, April 7, 2020.
- "The model of religious cycle: theory and application," SENTENTIA. European Journal of Humanities and Social Sciences, № 3, 2017, pp. 71-92. DOI: 10.25136/1339-3057.2017.3.23930.
- "Религия и духовность," беседа с Натальей Шелковой, Философские науки, 12 (2017), с. 70-87.
- "A Time to Laugh: Religious Humor in Contemporary Russia," Occasional Papers on Religion in Eastern Europe: Vol. 37: Iss. 5, Article 5, 2017.

- "Arguments for the Existence of God in ‘Abdu’l-Bahá’s Writings," Studies in Bahá’í Philosophy, Vols. 2-3 (2013-14), pp. 59-71.

- "Reflections of the Epistemological Views of ‘Abdu’l-Bahá," The Journal of Bahá’í Studies, Vol. 22, number 1/4, March-December 2012, pp. 89-104.

- "Crucifixion in Twentieth-Century Painting," Transactions of the Association of Russian American Scholars in the U.S.A., vol. XXXVII, New York, 2011-2012, pp. 395-416.

- "Bahá’í Teachings and the Principle of Separation between Religion and State," Studies in Bahá’í Philosophy, Vol. 1 (2012), pp. 73-83.
- «Об исторической судьбе евреев как доказательстве бытия Бога», журнал Побережье, 19 (2010), с. 202-07.
- "Crucifixion in Twentieth Century Art: The Paintings of Marc Chagall," Symposion: A Journal Russian Thought, Vol. 15 (2010), pp. 47-56.
- "Baha'u'llah and Marx: A Comparison of the Teachings and the Movements They Founded," Symposion: A Journal of Russian Thought, Vol. 14 (2009), pp. 19-31.
- «Религия и демократия: Размышление о соотношении веры и народовластия», журнал Библейско-Богословского Института св. апостола Андрея Страницы, 11:4, 2006., с. 530—545.
- "Crucifixion in Painting: Historical Considerations and Twentieth-Century Expressionism," ARTS: The Arts in Religious and Theological Studies, vol. 18, 1(2006), pp. 26-36.
- «Награда или наказания? Размышления об идее воздаяния в Библии», журнал Библейско-Богословского Института св. апостола Андрея Страницы, 9:1 (2004), с. 27-34.
- "Biblical Themes in Twentieth-Century Painting: Wassily Kandinsky's Apocalyptic Abstractions," ARTS: The Arts in Religious and Theological Studies, vol. 16, 2(2004), pp. 12-18.
- "Liberal Orthodoxy: From Vladimir Solov'ev To Fr. Alexander Men," Religion in Eastern Europe, vol. XXIII, no. 4 (2003), pp. 43-50.
- «Что такое религия? Размышления о природе религиозного опыта», Вестник Российского философского общества, 4 (2003), с. 119—123.
- «Столица Страшного суда: Полемические заметки к метафизике Москвы», журнал Правозащитник, 1-2003, с. 105—108.
- «Материя или дух? Размышления об ‘основном вопросе‘ философии», Вестник Российского философского общества, 2 (2002), с. 38-42.
- "Orthodoxy and Democracy: Sophiological Themes in the Philosophy of Nikolai Losskii," Religion in Eastern Europe,vol. XXI, n. 2 (2001), pp. 35-43.
- «Проект Просвещения: Заметки об американской национальной идее» Труды членов российского философского общества, т. 1, 2001, с. 106—115.
- «Декарт и первоначало философии», Вестник Российского философского общества, 4 (2001), с. 48-51.
- «Россия и евреи: Размышление о метафизических ликах Иерусалима», Вестник Российского философского общества, 2 (2001), с. 98-103.
- «Сила или слабость: Размышление о материалистической философии в России», Вестник Российского философского общества, 3(3) 2000, с. 65-71.
- "Divine Wisdom and the Trinity: A Twentieth-Century Controversy in Orthodox Theology," Religion in Eastern Europe, vol. XX, n. 4 (2000), pp. 27-37.
- "Liberation From the Soviet Past: A Reflection on the Possibility of Post-GULag Theologies," Religion in Eastern Europe, vol. XIX, n. 6 (1999), pp. 1-14.
- "Sophiology of Nikolai Berdiaev," Transactions of the Association of Russian American Scholars in the U.S.A., vol. XXIX, 1998, pp. 59-72.
- "Russian Orthodoxy: Renewal or Revival?" Journal of Ecumenical Studies, vol. XXXIII, no. 1, Winter 1996, pp. 36-43.
- "Postmodern Themes in the Philosophy of Nikolai Berdiaev,"Journal of the CAREE, vol. XIV, no. 2, April 1994, pp. 31-35.
- "Religious Nationalism in Russia: A Postmodern Identity?" Journal of the CAREE, vol. XIV, no. 2, April 1994, pp. 31-35.